# Snytesnäckor
Snytessnäckor (Bithyniidae) är en familj av små sötvattenssniglar, under klassen snäckor.

## Släkten
- Alocinna Annandale & Prashad, 1919
- Boreoelona Starobogatov & Streletzkaja, 1967[1]
- Bithynia Leach, 1818 - typsläkte[2]
  - Undersläkte Bithynia Leach, 1818
  - Undersläkte Codiella Locard, 1894[2]
  - Undersläkte Neumayria De Stefani, 1887[2]
  - Undersläkte Parafossarulus Annandale, 1924[2]
- Congodoma Mandahl-Barth, 1968
- Digoniostoma Annandale, 1920
- Funduella Mandahl-Barth, 1968
- Gabbia Tryon, 1865
- Gabbiella Mandahl-Barth, 1968
- Hydrobioides Nevill, 1884
- Incertihydrobia Verdcourt, 1958
- Jubaia Mandahl-Barth, 1968
- Limnitesta Mandahl-Barth, 1974
- Myosorella Annandale, 1919
- Pseudobithynia Glöer & Pešić, 2006[3]
- Pseudovivipara Annandale, 1918
- Sierraia Conolly, 1929
- Tylopoma Brusina, 1882
- Wattebledia Crosse, 1886